# Polémologie
La polémologie (litt. « science de la guerre », du grec ancien polemos, « guerre », et logos, « étude ») est une branche de la théorie des relations internationales mettant l'accent sur la compréhension des conflits, de leur origine et de leur fonctionnement. Le terme français, qui en fait une discipline distincte de l'irénologie (alors que l'anglais tend à fusionner les peace and conflict studies), provient du sociologue Gaston Bouthoul (1896-1980) qui utilisa ce terme après la Seconde Guerre mondiale pour proposer un nouveau champ d'investigation. 
Au sens de Bouthoul, cette discipline étudie les facteurs dits « polémogènes » : les corrélations éventuelles entre les explosions de violence et des phénomènes économiques, culturels, psychologiques et surtout démographiques récurrents.  

## Fondements et développement
Les guerres mondiales ont pour effet de stimuler la recherche dans le domaine des guerres. Les sciences politiques, qui se développent à cette époque, donnent à penser la guerre comme objet d'étude scientifique. Basil Henry Liddell Hart publie un ouvrage de stratégie majeur durant l'entre-deux-guerres afin de comprendre comment les erreurs stratégiques des généraux français et allemands ont mené à un enlisement et à une guerre de tranchées. Cela lui permet de théoriser la polémologie et de proposer la théorie de l'approche indirecte.
En mettant en parallèle les phénomènes de croissance de la population, Bouthoul avance la théorie que les guerres pourraient constituer un régulateur de la population, un « infanticide différé », dont l’histoire montre qu’il n’est par ailleurs pas efficace, la démographie remontant après presque toutes les guerres (cf. par exemple effet « Baby-boom » du dernier après-guerre). Gaston Bouthoul qui voyait dans la guerre « une fin qui se déguise en moyen » prônait son étude scientifique, moins pour parvenir à son utopique abolition que pour lui trouver des substituts moins sanglants.
Les chercheurs de l’Institut français de polémologie, créé par Gaston Bouthoul et la journaliste et écrivain Louise Weiss, et ceux des revues Guerres et paix dès la fin des années 60, puis Études polémologiques se sont efforcés de dresser des tableaux de fréquence du « phénomène guerre », et de mettre au point de véritables baromètres des violences collectives. Ils ont convoqué toutes les disciplines pour expliquer les « complexes belligènes » collectifs et les situations déclencheuses, autrement dit les conditions psychologiques et matérielles de l’alternance guerre-paix. Notamment la façon dont l’agressivité collective s’accroît et s’investit sur un ennemi précis (le bouc émissaire), devenant « animosité » et appelant le passage à la guerre ouverte. 
La tentative de « science de la guerre » laisse peu de traces après la mort de son fondateur, faute surtout de réseaux institutionnels, universitaires ou médiatiques. Cependant, le concept a été remis au goût du jour en 2016 par l'économiste Gaël Campan dans sa Théorie Générale de l'Interaction. Campan propose une extension de la méthode praxéologique des interactions choisies (l'échange et le don) aux interactions subies. Il emprunte à la sociologie le terme polémologie pour désigner l'ensemble des lois invariables issue de l'analyse praxéologique qui concernent les interaction subies.   
La polémologie trouve un écho dans le monde nordique avec l'« irénologie » (science de la paix), dont le fondateur de l’école de la peace research est Johan Galtung, professeur d’études sur la paix (Friedenforschung) en Norvège.

## Vers une extension du champ d’étude

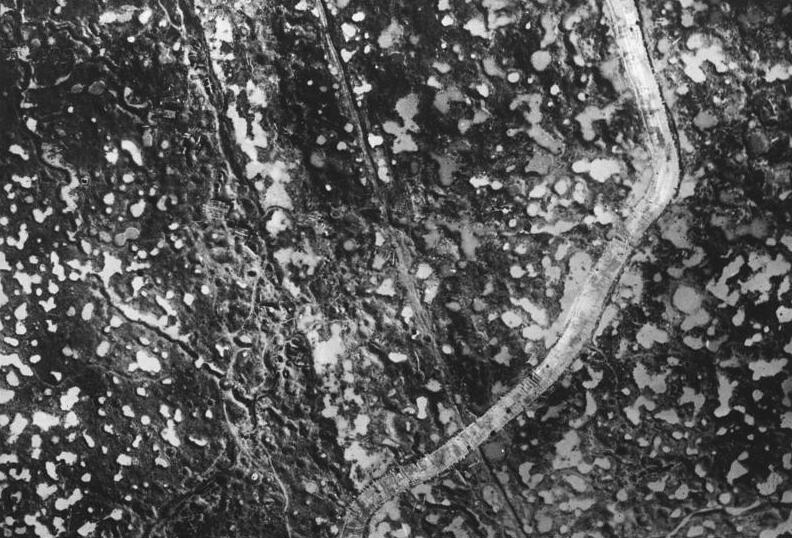
Le domaine des impacts différés des combats (ici illustré par une vue du front de Flandre belge en 1914), y compris sur l'écologie et la biogéographie intéresse maintenant aussi la polémologie.

Le projet polémologique avait pour but premier de traiter les faits de violence collective comme des faits sociaux. Ce champ d’étude semble relativement délaissé, alors que les outils produits par les polémologues ayant entouré Gaston Bouthoul pourraient être utilisés pour mieux anticiper des phénomènes guerriers qui continuent à se développer, sous des formes nouvelles parfois : violence sportive, mafias de la drogue, guerre des étoiles, guerre économique/intelligence économique où des entités nouvelles telles que les multinationales prennent un poids financier qui dépasse celui de bien des États.
Certains estiment qu’une refonte de la discipline est nécessaire pour en réactualiser le champ d’étude, Gaston Bouthoul ayant lui-même déjà contribué à étendre la polémologie à d’autres champs des comportements belligènes, comme au cours des années 1970, diverses formes de violences telles que les accidents de la route. 
La polémologie pourrait ainsi aider à nommer les causes des différends entre les personnes — conflits de voisinage ou entre groupes, etc. — partout où désormais la médiation des différends trouve des applications pour une résolution non violente des conflits.
La polémologie pourrait aussi aider à faire en sorte que les séquelles de guerre soient traitées de manière à ne pas devenir de nouvelles sources de guerre ou conflits internes.
La recherche en polémologie vise à identifier les facteurs polémogènes pour mieux prévenir les conflits. Le système régulateur que recherchait Gaston Bouthoul semble bien être dans les voies de la médiation appliquée en politique. Encore faudrait-il une véritable volonté politique internationale de tirer les enseignements de cette discipline (gênante pour certains aspects économiques) qui pourrait permettre de comprendre par exemple qu’après la chute de l’URSS, les États-Unis conservaient leur agressivité et qu’en conséquence il leur fallait trouver un autre adversaire. De là à promouvoir un nouvel ennemi, sur un autre terrain — on passe d’une opposition sur le projet de société à une opposition des « valeurs » spirituelles, la polémologie a ici un champ d’analyse.
Des géographes et biogéographes (ex : Jean-Paul Amat) et tenants de la biogéographie historique (Jean-Jacques Dubois) se sont déjà intéressés à la polémologie, en tant que les guerres peuvent modifier durablement le paysage et même la composition des sols (autour de Verdun par exemple) et des forêts de guerre.
L’environnement, la prospective et le développement soutenable sont également des champs de la polémologie qui devraient prendre de l’importance. D'abord en raison du contexte de changement climatique (la ressource en eau est identifiée par l’ONU comme source de conflits), mais aussi en raison de la montée des océans, de l'apparition de zones marines mortes, de l'avancée de la désertification et de la régression et dégradation des sols  ou de leur salinisation qui, comme la régression de la biodiversité et des ressources halieutiques, deviendront des sources croissantes d’inégalités de développement ou une menace à la survie de groupes humains importants.
Une autre raison est que les séquelles toxiques et écotoxiques des guerres récentes semblent pouvoir générer de plus en plus de conséquences différées sur le moyen et long terme : armes chimiques dont certaines se sont avérées après-coup cancérigènes et mutagènes, armes biologiques, radioactivité et toxicité chimique des armes nucléaires et des munitions à uranium appauvri, toxicité des munitions, fuites de toxines à partir de munitions non-explosées enfouies ou à partir de munitions immergées, etc.